# Арвонен, Аарне
А́арне А́рмас «А́рска» А́рвонен (фин. Aarne Armas "Arska" Arvonen; 4 августа 1897, Хельсинки — 1 января 2009, Ярвенпяа) — финский долгожитель. Являлся старейшим мужчиной в Финляндии и в Скандинавских странах. Предыдущим носителем этого титула был Акакий (Кузнецов). Также он являлся последним из живых ветеранов гражданской войны в стране.

## Биография
Аарне Арвонен родился 4 августа 1897. Во время гражданской Финской войны служил в рядах Красной гвардии, после поражения которой год провёл в концлагере. Аарне являлся сооснователем финской астрономической любительской ассоциации «Ursa» в 1921 году и являлся её постоянным членом в течение 87 лет.
Долгожитель неоднократно рассказывал журналистам, что все свои дни рождения он любил отмечать одинаково — за кружкой пива в баре. К примеру, своё 100-летие он отметил обходом лондонских баров. Свой последний 111—й день рождения Аарне отпраздновал дома, сославшись на ослабшее зрение и слух.